# Carnaval de Campos dos Goytacazes
O Carnaval de Campos dos Goytacazes, também conhecido como apenas Carnaval de Campos ou ainda Campos Folia, é um evento cultural, que tem como seu ponto alto os desfiles de escolas de samba escola de samba, blocos carnavalescos, bois e associações folclóricas de modo geral, realizados, desde 2009, fora da época do Carnaval.

## História
O Carnaval em Campos passou a ser um Carnaval fora de época a partir do ano de 2009, devido às enchentes que abalaram o município, fazendo com que a prefeita Rosinha Garotinho adiasse os desfiles em fevereiro. No ano de 2010, as escolas de samba da cidade se dividiram em duas ligas: a AESC, que já vinha administrando esse carnaval e a LIESCAM, durando apenas esse ano, pois depois retornou-se as dissidentes para a LIESCAM. Seus desfiles, que eram realizados no Centro da cidade, passaram a ser realizados no Centro de Eventos Populares Osório Peixoto - o sambódromo da cidade. O seu primeiro desfile no sambódromo contou com escolas convidadas do Rio de Janeiro como: Salgueiro, Grande Rio e Tijuca. Em 2014, com a coordenação de Milton Cunha, o carnaval permaneceu com as escolas de samba cariocas convidadas e com as dezessete agremiações que desfilaram esse ano no Sambódromo Rubinho Chebabe, nome fantasia do CEPOP.  O juri teve nomes importantes do Carnaval Carioca.
No ano de 2015, devido a problemas financeiros, a Prefeitura de Campos optou em cancelar o Campos Folia caso não houvesse patrocínio de empresas privadas, mas voltou atrás e mudou o evento para o início de Junho do mesmo ano. Com o mesmo pretexto anterior, mas após indefinições, o evento foi cancelado nesse ano.
Em 2016, o evento aconteceu sem a subvenção do poder público, que terceirizou o espaço durante quatro meses.
Após isto, os desfile não ocorreram em 2017 e 2018, retornando em 2019. Em 2022 houve o evento "Foliões no Cais da Lapa", com apresentações das escolas, mas sem serem propriamente um desfile. Já em 2023, houve desfiles não competitivos, nos dias 21 e 22 de abril.

## Escolas convidadas
| Escola           | Total | Anos em que participou        | Ref.                |
| Unidos da Tijuca | 5     | 2010, 2011, 2012, 2013 e 2014 | [ 18 ] [ 4 ] [ 19 ] |
| Grande Rio       | 4     | 2012, 2013 e 2014             | [ 20 ] [ 18 ] [ 4 ] |
| Porto da Pedra   | 2     | 2010 e 2011                   | [ 21 ] [ 19 ]       |
| Mangueira        | 1     | 2011                          | [ 22 ] [ 19 ]       |
| Salgueiro        | 1     | 2012                          | [ 4 ] [ 23 ]        |
| Vila Isabel      | 1     | 2013                          | [ 24 ] [ 18 ]       |
| Imperatriz       | 1     | 2014                          | [ 25 ] [ 26 ]       |
| União da Ilha    | 1     | 2014                          | [ 27 ] [ 28 ]       |

- Commons